# Ахалтекінський кінь
Ахалтекі́нський кінь — одна з найдавніших культурних порід верхових коней. В 7 столітті вважалась однією з найкращих в Передній Азії. Ахалтекінський кінь добре пристосований до клімату пустель, задовольняється малооб'ємним кормом, легко переносить спрагу, дуже енергійний, відзначається настильною риссю і легким довгим галопом.

## Характеристики породи

### Проміри
Ахалтекінські коні мають особливий екстер'єр на тлі інших порід, відзначаються типовою сухою конституцією тіла, високою холкою, довгими лініями та глибокою грудною кліткою. Характерною особливістю голови є довгий прямий або злегка горбоносий профіль, довгі вуха, доволі часто косий розріз очей. Середнє значення промірів для жеребців: висота в холці 157 см, коса довжина тулуба 154,2 см, обхват грудей 167 см, обхват п'ястка 19 см. Кобили відповідно: 152,3; 154,4; 165,6 і 18,1 см. 

### Масть
Найбільше гнідих, буланих, сірих та вороних представників, також зустрічаються руді, ізабелові та солові. На голові і ногах трапляються білі відмітини білоплямистого типу. Для багатьох ахалтекінців характерний особливий блиск шерсті, що надає їх зовнішності неповторного і впізнаваного вигляду. Саме ахалтекінських коней вважають причиною появи блискучих кремових представників в багатьох породах верхових коней світу - в англійській чистокровній, донській і інших спортивних коней Європи.

Коні ахалтекінської породи різних мастей
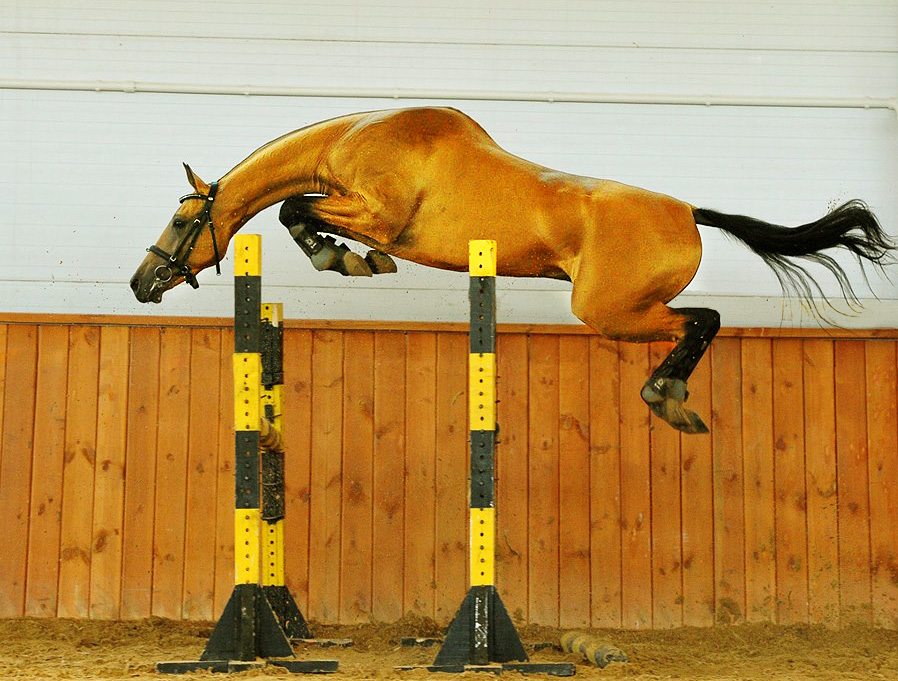
Жеребець Дірхан буланої масті
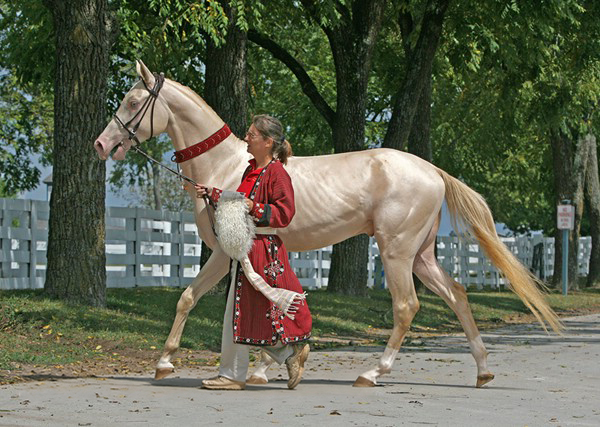
Жеребець Самовар ізабелової масті
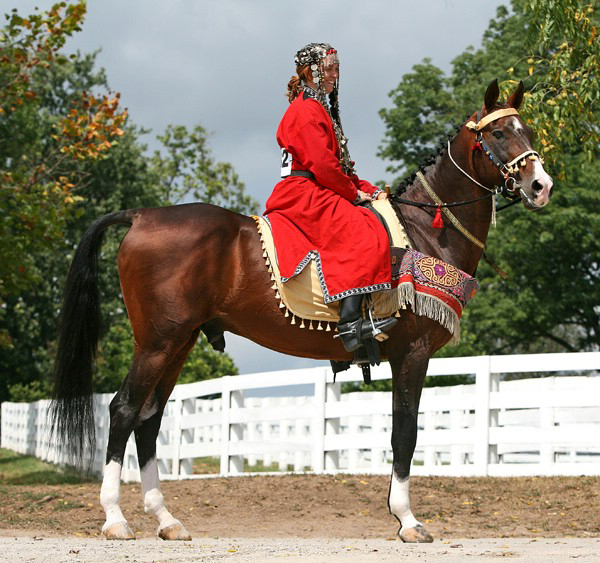
Жеребець Гоклен гнідої масті
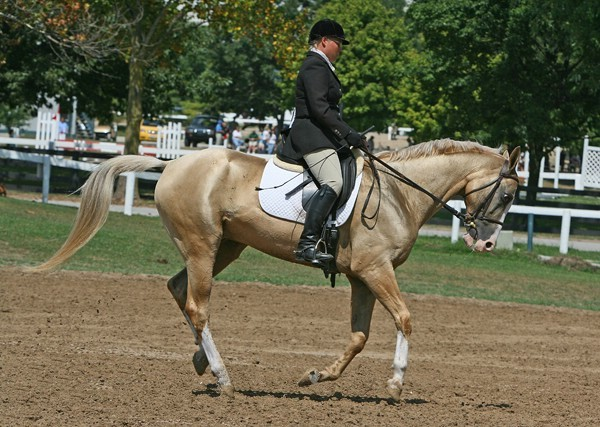
Жеребець Гаман солової масті
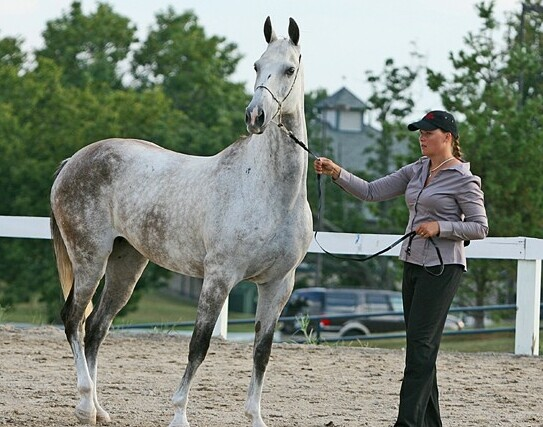
Кобила Дага сірої масті
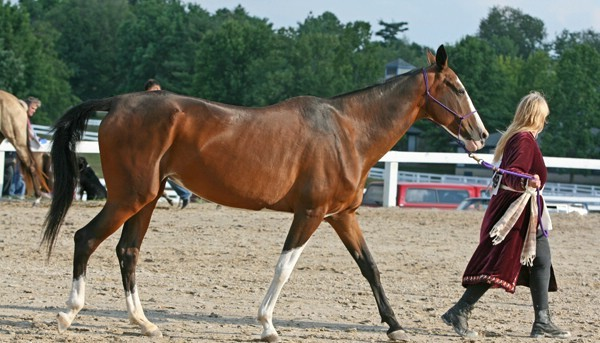
Кобила Гора гнідої масті
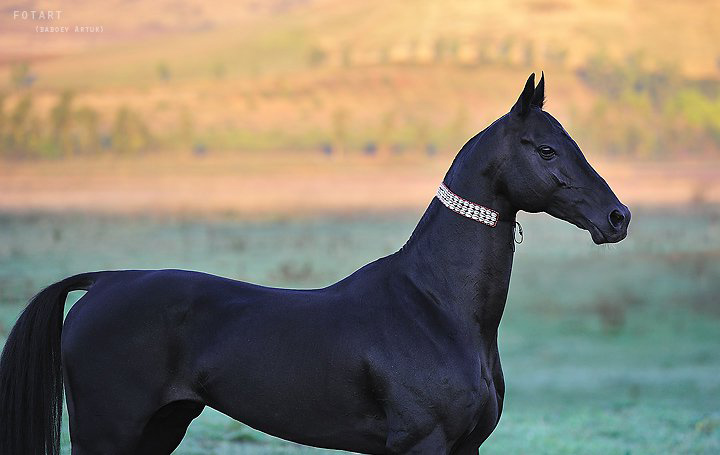
Жеребець Гараюсуп вороної масті
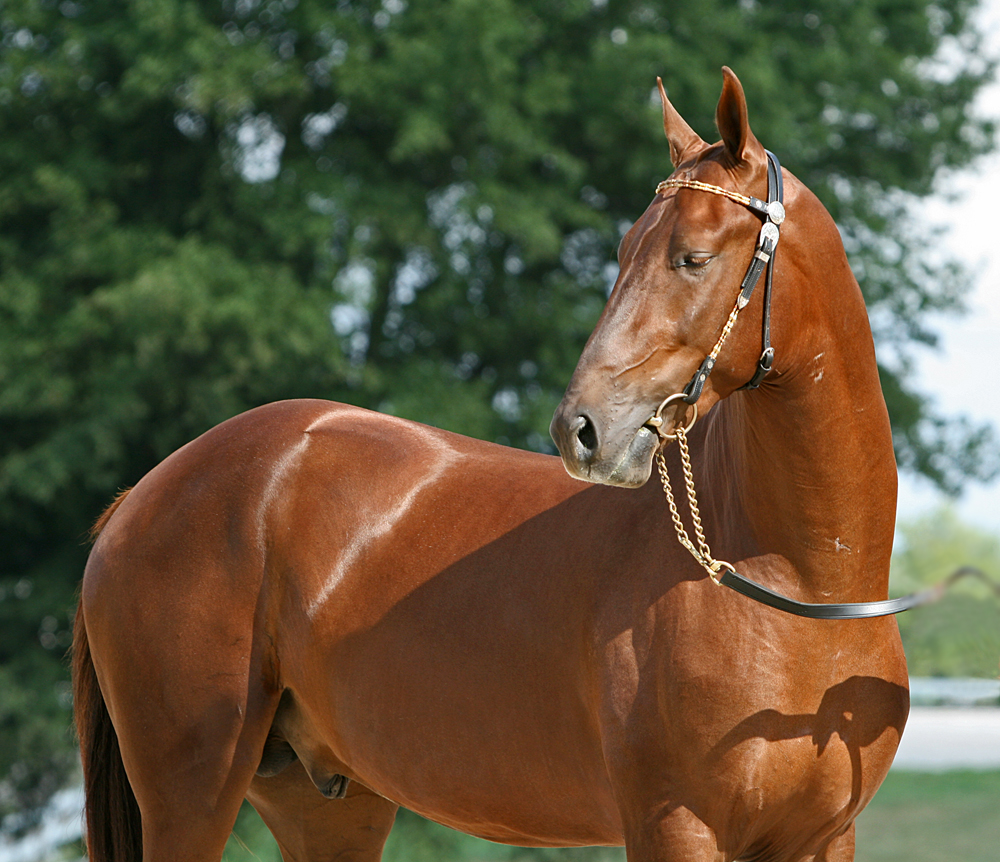
Жеребець Геральд рудої масті
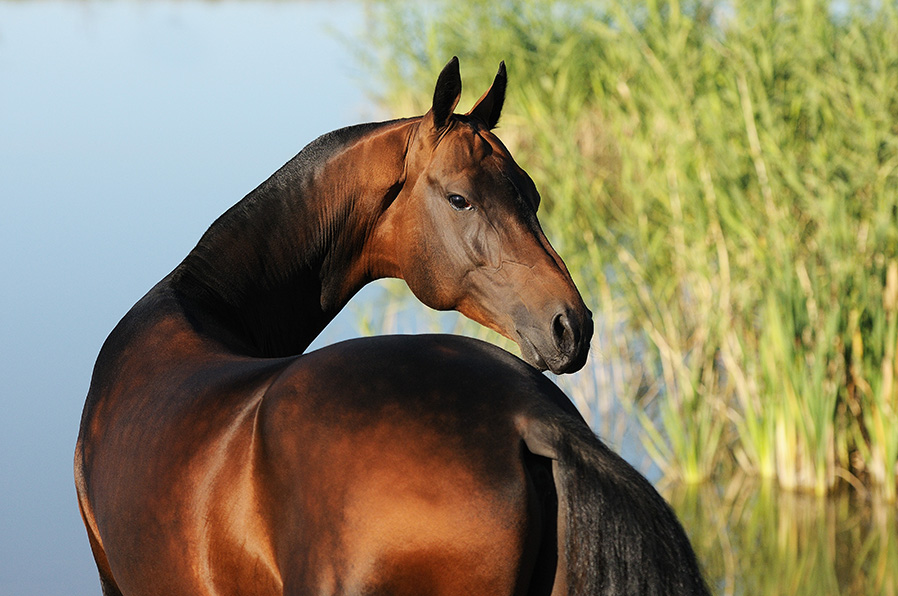
Жеребець Сабурбек гнідої масті
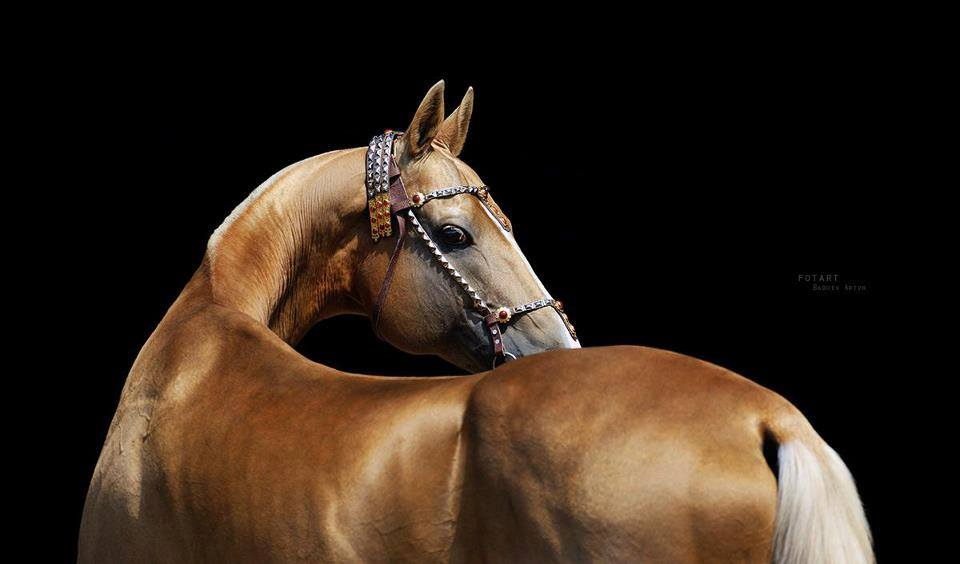
Жеребець Палван солової масті
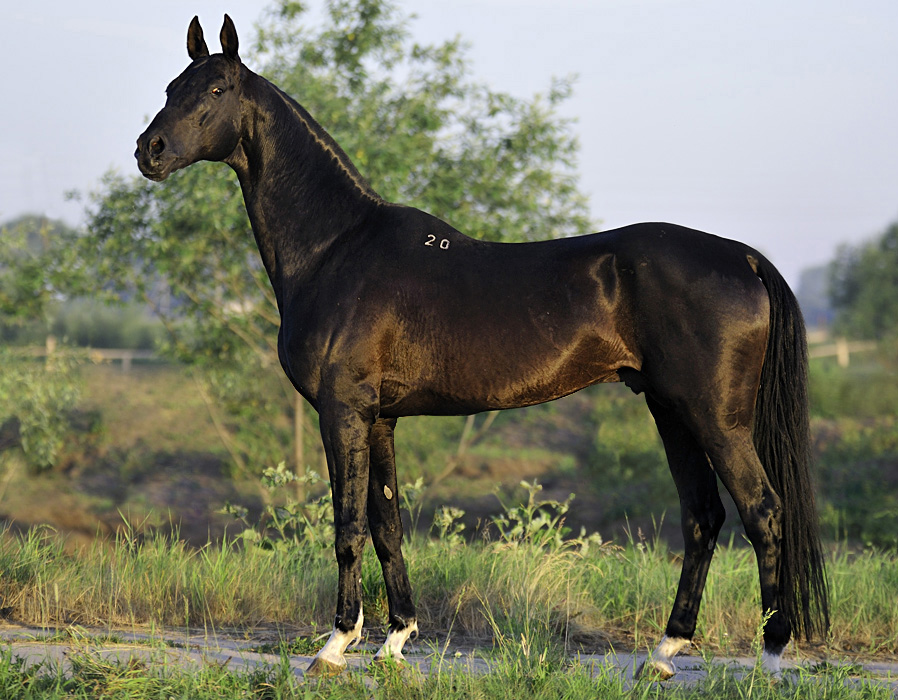
Жеребець Гарант вороної масті
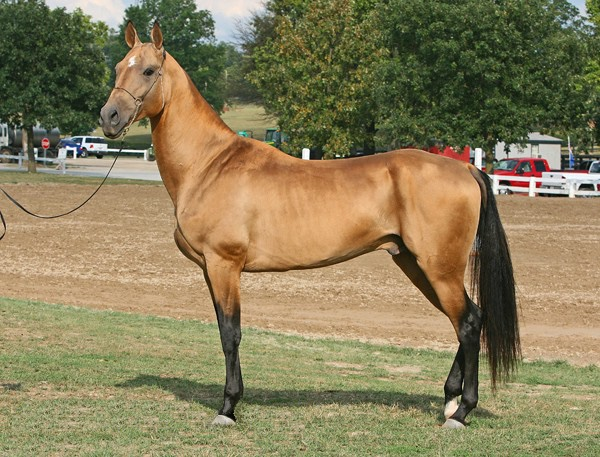
Жеребець Магнатлі буланої масті

### Особливості
Сучасний ахалтекінський кінь є результатом довготривалої селекції, праці багатьох поколінь конярів і небайдужих до витонченої краси, поєднаної з витривалістю і іншим особливим рисам цієї породи. Ахалтекінську породу вважають однією з найжвавіших порід світу, і усі відомі риси видають в ній природженого скакуна. Саме тому ахалтекінців часто порівнюють з хортовими собаками чи гепардом, форма тіла цього коня дійсно нагадує саме цих тварин. Коні ахалтекінської породи широко відомі у використанні у південних степових районах Росії, в Узбекистані та Казахстані.
Відзначають палкий темперамент ахалтекінського коня, що вимагає особливого підходу поруч з невибагливістю самого коня до кормів та унікальної витривалості до жорстких пустельних навколишніх умов, в яких розвивалась порода.

## Історія

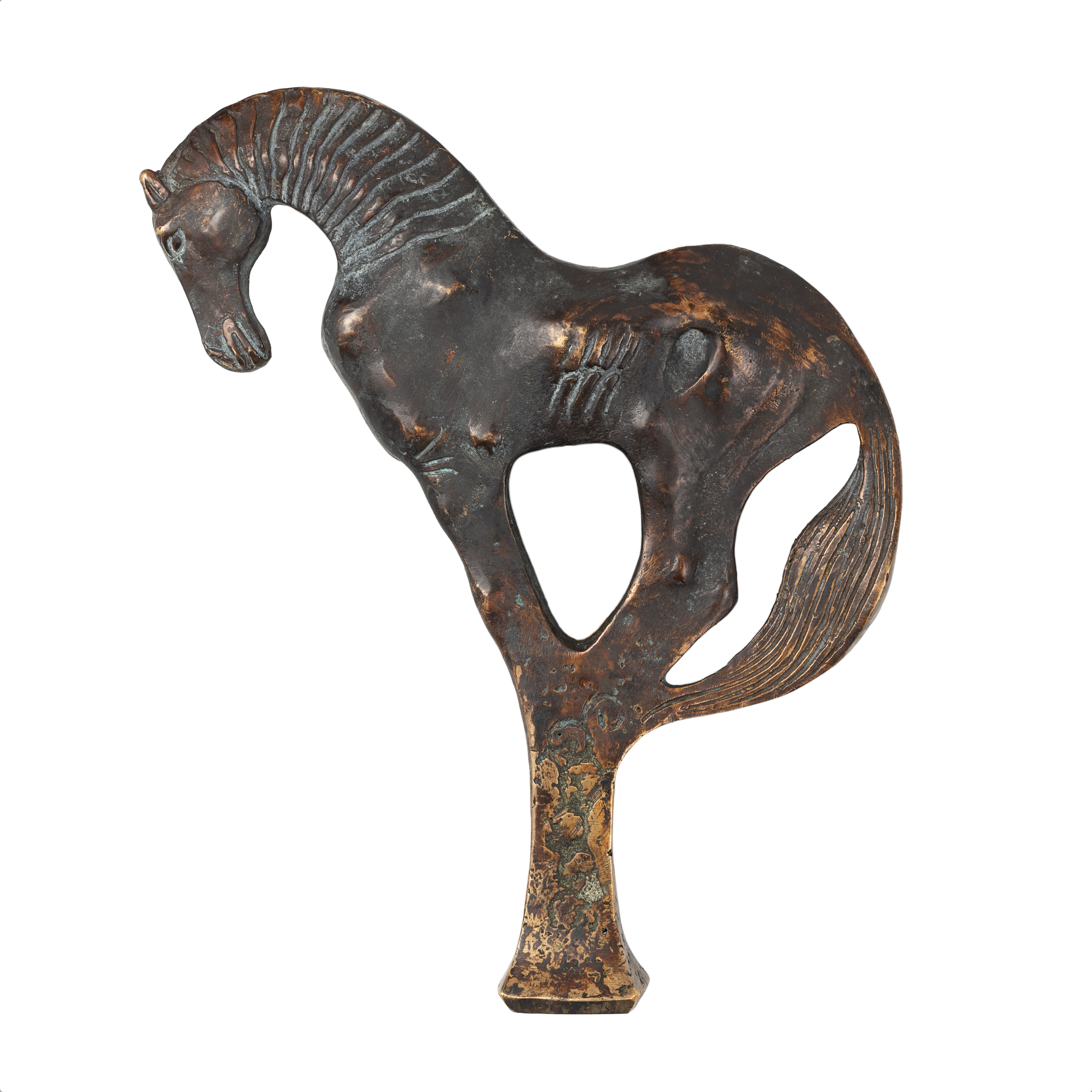
Стародавній ахалтекінський кінь, бронза, 4-1 століття до н. [https://bb.lv/statja/tehno/2020/05/12/nebesnye-koni

До становлення сучасної ахалтекінської породи були причетні туркменські коні, увіковічені в історії як наслідок побуту і укладу життя туркменів, відомих завдяки кочовому скотарству і багатій культурній спадщині. Туркмени завжди вважалися великими любителями скачок і ставилися до підготовки коней з усією серйозністю, досвід в цій справі передавався з покоління в покоління. Особливості годування, традиційного тренінгу та використання - поєднання жвавих перегонів на короткі дистанції і довгих виснажливих походів - все це позначилося на екстер'єрі та внутрішніх особливостях породи: коні стали сухорлявими і костистими, без зайвого жиру, надзвичайно витривалими і невимогливими до кількості та до якості їжі. 
Тривалий час ахалтекінських коней можна було почути під іменами аргамак або румак, хоча насправді так називали в козацьку добу будь-якого коня зі Сходу.
Ахалтекінських, а також арабських коней вважають батьками чистокровної верхової породи. Це одна з небагатьох верхових порід у світі, яка зберегла свої особливості в такому яскраво вираженому прояві.

Ахалтекінський кінь на поштових марках
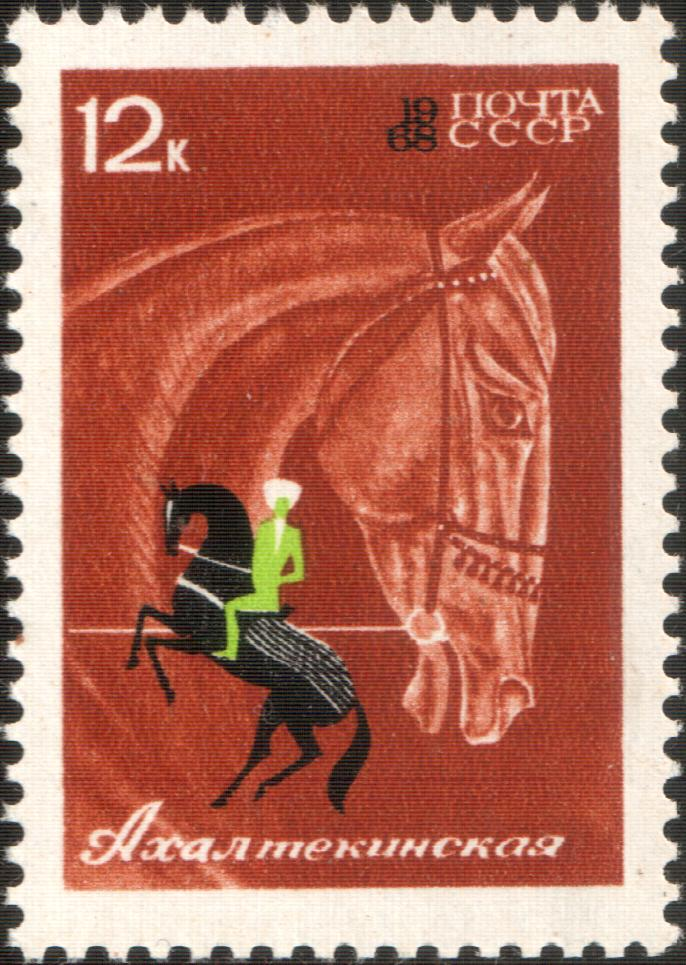
СРСР (1968)
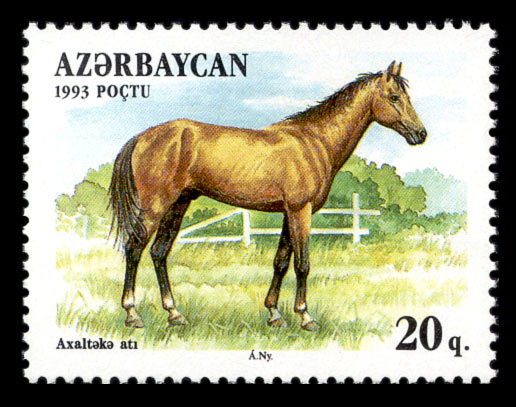
Азербайджан (1993)
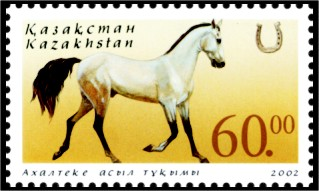
Казахстан (2002)